# Ponte do Infante
Ponte do Infante – most łukowy nad rzeką Douro, który łączy Porto z Vila Nova de Gaia, w Portugalii. 
Nazwany został na cześć księcia Henryka Żeglarza, urodzonego w Porto. Jest to najnowszy most, który łączy Porto i Gaia. Został zbudowany w celu zastąpienia górnego pokładu Ponte Dom Luís I, który został przekształcony w trasę linii żółtej metra w Porto.